# Doon von Drumsna
Das Doon von Drumsna (irisch Droim ar Snámh) ist die großflächigste prähistorische Einhegung Irlands. Sie liegt östlich von Carrick-on-Shannon in einer Flussschleife des Shannon, an der Grenze der Countys Roscommon und Leitrim. Der eponyme Ort Drumsna (irisch Droim ar Snámh) liegt außerhalb, östlich des Dun, das heute von Osten und Westen über die Drumsna und Jamestown Bridge erschlossen ist. Das Doon ist neben den Wällen der Dorsey im County Armagh und dem Great Wall of Ulidia das wichtigste Wallsystem in Irland. 
Das Doon (von irisch Dún) ist offenbar zum Schutz des 23 km südwestlich gelegenen Königssitzes von Connacht auf Rathcroghan errichtet worden. Es wurde im Jahre 1915 von William Francis de Vismes Kane (1840–1918) einem der führenden irischen Entomologen seiner Zeit beschrieben. In den 1980er Jahren wurde es von Tom Condit und Victor Buckley unter Mithilfe des Geophysikers Damien McGarry untersucht und das Ergebnis im Jahr 1989 in der Zeitschrift "Emania" veröffentlicht. 

## Beschreibung
Die Landseite der Flussschleife war durch einen über einen Kilometer langen nahezu geraden massiven Erdwall abgeriegelt. Der südlicher verlaufende Kanal stammt aus dem 19. Jahrhundert. Der Erdwall war etwa sechs Meter hoch und 30 m breit. Kleinere Wälle mit einem Graben dazwischen liegen parallel des Hauptwalls. Seine Nordseite war steil und angesichts einer Moorfläche unpassierbar. An zwei Stellen waren Torbauten vorhanden. Das Haupttor war 26 m breit und hatte Torpfosten von zwei Quadratmetern (1,4 × 1,4 m) Querschnitt. Das Osttor war 23 m breit und verengte sich auf 16 m. Es gab zwei Nebenwälle. Ihr Zweck war offenbar Flussüberquerungen zu verhindern. Bereits de Vismes Kane entdeckte eisenbeschlagene Holzpfähle, die Barrieren nach Art von Cheval de Fries bildeten. 

## Zeit und Zweck
Condit und Buckley schätzten, dass der Bau der Wälle und Gräben die Arbeit von 10.000 Menschen während zweier Jahre war. Verbaut wurden 50 bis 60.000 Bäume und 150.000 Kubikmeter Erde wurden bewegt. Sie nehmen eine Entstehung in der Eisenzeit, vor 2000 oder mehr Jahren, an und denken dabei an die in der Táin Bó Cuailnge, einer Sage des Ulster-Zyklus, erwähnten Unruhen zwischen der mythischen Königin Medb von Connacht und den Völkern des Nordens.